# Humberto Armando Prieto Herrera
Humberto Armando Prieto Herrera (Hermosillo, Sonora; 6 de agosto de 1985) es un político mexicano fue miembro del Partido Acción Nacional y  diputado federal en la LXII Legislatura

## Trayectoria
Humberto Prieto estudió la carrera de Administración de Empresas en el Tecnológico de Monterrey, Campus Monterrey en el cual participó en diversos grupos estudiantiles.
Es miembro activo del PAN desde 2006. En 2008 se convirtió en el Coordinador de Acción Juvenil en Reynosa y en 2009, Secretario de Acción Juvenil en Tamaulipas.

### Diputado federal
El 1 de julio de 2012 se convirtió en diputado federal electo del II Distrito Electoral Federal de Tamaulipas por el PAN, obteniendo el 35.60% de los votos.
En la LXII Legislatura es integrante de la Comisión de Recursos Hidráulicos, de la Comisión de Transportes, así como Secretario de la Comisión de Juventud. También es integrante de la Comisión de la Cuenca de Burgos.
El 8 de mayo de 2013, Humberto Prieto, por medio de la Comisión Permanente de la Cámara de Diputados, mandó un Punto de Acuerdo para exhortar a la Secretaria de Hacienda y Crédito Público y a la Comisión Federal de Electricidad que se suspendiera el aumento de tarifas de electricidad, las cuales habían tenido un incremento del 8.4% en un estado cuya tarifa es más cara que el promedio nacional.
El 16 de octubre de 2014 presentó la propuesta de regresar el IVA en las zonas fronterizas a un 11% junto a los diputados de su partido Glafiro Salinas Mendiola de Tamaulipas, Carlos Angulo Parra de Chihuahua, José Enrique Reina Lizárraga de Sonora, Andrés de la Rosa Anaya de Baja California, debido a las afectaciones económicas que se han derivado por el incremento al 16%. Sin embargo, la propuesta fue rechazada. Humberto Prieto aseguró que: "no podemos festejar absolutamente nada de lo que nos prometió el gobierno federal y mucho menos en los estados fronterizos del país" y expuso que el gasto mínimo mensual que un hogar promedio en la zona fronteriza ha aumentado hasta un 8.2% según el INEGI a diferencia del 3.8% a nivel nacional.